# Berndt Katter
Berndt Leopold Katter (Helsinki, 15 gennaio 1932 – Turku, 20 luglio 2014) è stato un pentatleta finlandese.

## Palmarès
In carriera ha conseguito i seguenti risultati:
- Giochi olimpici:

Melbourne 1956: bronzo nel pentathlon moderno a squadre.
- Mondiali:

Hershey 1959: argento nel pentathlon moderno a squadre.